# Le Mariage de monsieur Mississippi
Pour plus de détails, voir Fiche technique et Distribution.
Le Mariage de monsieur Mississippi (Die Ehe des Herrn Mississippi) est un film germano-suisse réalisé par Kurt Hoffmann sorti en 1961.
Il s'agit d'une adaptation de la pièce de Friedrich Durrenmatt par l'auteur lui-même.

## Synopsis
Le film s'ouvre sur la même scène à deux endroits différents : Oxford et Moscou. Deux hommes se serrent la main et vont dans des directions opposées. Tandis que l'un, Mississippi, chrétien pratiquant la Bible à la main, va à l'ouest, l'autre, René Saint-Claude, a Le Capital de Karl Marx. Une narratrice dit : "Deux amis ont décidé de changer le monde, l'un par la loi de Moïse, l'autre par la révolution mondiale". Puis l'un est mort, l'autre a empoisonné sa femme. Cependant les deux morts ont un lien.
Au centre des événements à venir, il y a le procureur général Florestan Mississippi et la veuve de Saint-Claude Anastasia. Elle avoue à M. Mississippi qu'elle vient de tuer son mari. M. Mississippi s'ouvre aussi à elle, lui aussi a empoisonné son épouse Madeleine. Ils entretiennent une liaison. M. Mississippi demande Anastasia en mariage afin qu'ils soient liés à tout jamais. Mais Anastasia le rejette.
La situation se complique quand Thomas Jones, le ministre de la Justice, intervient. Il a reçu du ministre-président l'ordre de retirer à Mississippi son poste de procureur. Pour cela, il veut jouer la folie. Anastasia commence une liaison avec l'homme de pouvoir. Un autre auteur de confusion est le comte Bodo von Überlohe-Zabernsee, un amour de jeunesse d'Anastasia. Pour lui, elle a tué son mari infidèle, dans l'espoir de se remarier avec lui. Bodo entre en contact avec M. Mississippi. Tous les histoires vont se trouver mêlés et avoir la même fin.

## Fiche technique
- Titre original : Die Ehe des Herrn Mississippi
- Titre français : Le Mariage de monsieur Mississippi[1]
- Réalisation : Kurt Hoffmann assisté d'Eberhard Schröder
- Scénario : Friedrich Durrenmatt
- Musique : Hans-Martin Majewski
- Direction artistique : Otto Pischinger, Herta Hareiter
- Costumes : Charlotte Flemming
- Photographie : Sven Nykvist
- Son : Clemens Tütsch
- Montage : Hermann Haller
- Production : Artur Brauner, Lazar Wechsler
- Sociétés de production : CCC-Film, Praesens-Film
- Société de distribution : UFA Film Hansa
- Pays de production :  Allemagne de l'Ouest,  Suisse
- Langue : allemand
- Format : Noir et blanc - 1,66:1 - Mono - 35 mm
- Genre : Comédie dramatique
- Durée : 94 minutes
- Dates de sortie :
  - Allemagne de l'Ouest : 24 juin 1961
  - France : 15 juillet 1964[1]

## Distribution
- O. E. Hasse : Florestan Mississippi
- Johanna von Koczian : Anastasia
- Martin Held : Frédéric René Saint-Claude
- Hansjörg Felmy : Bodo von Überlohe-Zabernsee
- Charles Regnier : Sir Thomas Jones
- Edith Hancke : Lukretia
- Max Haufler : van Bosch
- Karl Lieffen : Santamaria
- Ruedi Walter : McGoy
- Hanns Ernst Jäger : Schlender
- Otto Graf : Le ministre-président
- Tilo von Berlepsch : Le ministre des Affaires étrangères
- Heinz Spitzner : Le ministre de l'Intérieur
- Kunibert Gensichen : Le ministre de l'Information
- Herbert Weißbach : Le ministre des Finances
- Heinrich Gies : Le ministre de la Guerre
- Jochen Blume : Le secrétaire Beuss
- Arthur Schröder : Prof. Haberkern
- Gudrun Genest : La greffière
- Anneliese Würtz : La sœur
- Karl Hellmer : La gardien du cimetière
- Joachim Boldt : Polizeileutnant